# 酒田行進曲
「酒田行進曲」（さかたこうしんきょく）は、日本の山形県酒田市が1933年（昭和8年）の市制施行時に制定した市民歌である。作詞・山口喜市、作曲・辻順治。

## 解説
1933年（昭和8年）4月1日に飽海郡酒田町の市制施行により酒田市が成立したことを記念し、山形新聞社の後援で制定された市民歌である。山形新聞社では市制施行に先立って2月26日から「酒田市民歌」と「最上川小唄」の2部門で懸賞募集した歌詞の入選者を3月24日に発表しており、市民歌が最上郡鮭川尋常小学校教員の山口喜市、小唄が鶴岡市で歯科医を営む斎藤富子（筆名「阿波勝戸」）であった。
市民歌の作曲は鶴岡出身で陸軍戸山学校軍楽隊楽長を退いて日本ポリドール吹込部長に転じていた辻順治に依頼され、同社製造のSP盤（規格品番：1363-A/B）が市制施行当日より一般発売されている。歌唱者は市民歌が池上利夫（のち松平晃）、小唄が渡辺はま子で、後者はこれがデビュー曲となった。
4月1日の市制施行記念式典では午後1時30分から山形新聞社の提供した宣伝車が先導する旗行列が行われ、酒田高等女学校生徒を先頭に行進しながら「酒田行進曲」の演奏が行われた。

### 戦後の扱い
戦後になり、1953年（昭和28年）に市立公民館建設資金募集公演のため作曲家の高木東六が酒田に招かれたことを機に教育委員会の主導で新しく「酒田市民歌」を制定する動きが存在した。しかし、この構想は特に進展が無く、市制施行時に制定された「酒田行進曲」は演奏実態が無くなったものの廃止の手続きも取られなかったため、引き続きその地位を保ったものと考えられる。
1983年（昭和58年）には市制50周年を記念し、合唱組曲「風光歌」（作詞：吉野弘、作曲：服部公一）が作成された。これ以降も市議会では新規の市民歌制定（「酒田行進曲」からの代替わり）を求める質問が何度か行われているが、特に進展の無いまま2005年（平成17年）11月1日に飽海郡八幡町および松山町、平田町と新設合併し（新）酒田市が発足した。なお北庄内合併協議会では「酒田行進曲」および「風光歌」はもとより、3町が制定していた町歌等の合併後の扱いに関しては明文の取り決めが無く、いずれも地位が不明確な状態となっている。
2024年（令和6年）には、山形大学大学院教育学研究科の院生らが開催したコンサート「山形県 県民歌・市町村民歌事典」で「酒田行進曲」が取り上げられている。